# Jack Henley
Pour les articles homonymes, voir Henley.
Jack Henley est un scénariste américain né le 6 décembre 1896 en Irlande, décédé le 2 novembre 1958 à Los Angeles (États-Unis).

## Filmographie
- 1932 : Tip Tap Toe
- 1932 : Hey, Pop! (en)
- 1932 : In the Dough (en)
- 1932 : Then Came the Yawn
- 1932 : The Run Around
- 1932 : Passing the Buck
- 1933 : Buzzin' Around (en)
- 1933 : How've You Bean? (en)
- 1933 : Close Relations (en)
- 1933 : Salt Water Daffy
- 1933 : Here Comes Flossie
- 1933 : Tomalio (en)
- 1934 : How'd Ya Like That?
- 1934 : Mushrooms
- 1934 : Pugs and Kisses
- 1934 : Very Close Veins
- 1934 : Corn on the Cop
- 1934 : I Scream
- 1934 : My Mummy's Arms
- 1934 : Daredevil O'Dare
- 1934 : Dizzy and Daffy
- 1934 : A Peach of a Pair
- 1934 : Art Trouble
- 1935 : Movie Album Featurettes
- 1935 : Double Exposure
- 1935 : His First Flame
- 1935 : Why Pay Rent?
- 1935 : Two Boobs in a Balloon
- 1935 : Serves You Right
- 1935 : On the Wagon
- 1935 : The Officer's Mess
- 1936 : Rushin' Art
- 1936 : While the Cat's Away
- 1936 : Absorbing Junior
- 1936 : Here's Howe
- 1936 : Punch and Beauty
- 1936 : The Choke's on You
- 1936 : Nut Guilty
- 1937 : A Neckin' Party
- 1937 : Kick Me Again
- 1937 : Taking the Count
- 1937 : Ups and Downs
- 1939 : My Pop
- 1940 : That's the Ticket
- 1941 : Zis Boom Bah
- 1942 : Mr. Wise Guy
- 1942 : Two Yanks in Trinidad
- 1942 : Une nuit inoubliable (A Night to Remember)
- 1942 : Private Snuffy Smith d'Edward F. Cline
- 1943 : Reveille with Beverly
- 1943 : Dangerous Blondes de Leigh Jason
- 1943 : My Kingdom for a Cook (en) de Richard Wallace
- 1945 : Aladin et la Lampe merveilleuse (A Thousand and One Nights)
- 1946 : One Way to Love (en)
- 1946 : Meet Me on Broadway de Leigh Jason
- 1946 : It's Great to Be Young
- 1947 : Blondie in the Dough
- 1947 : Blondie's Anniversary
- 1948 : Blondie's Secret
- 1949 : Blondie Hits the Jackpot
- 1950 : Blondie's Hero
- 1950 : Beware of Blondie
- 1950 : He's a Cockeyed Wonder
- 1951 : Katie Did It de Frederick de Cordova
- 1951 : Ma and Pa Kettle Back on the Farm
- 1952 : Bonzo Goes to College (en)
- 1953 : Ma and Pa Kettle on Vacation
- 1954 : The Rocket Man
- 1955 : Ma and Pa Kettle at Waikiki
- 1958 : The Battle of the V.1